# Gorgol (rivière)
Cet article concerne la rivière Gorgol. Pour la région administrative du Gorgol, voir Gorgol.
Le Gorgol est un cours d'eau du sud de la Mauritanie. C'est un affluent de rive droite du fleuve Sénégal. Il a donné son nom à la wilaya qu'il traverse, le Gorgol.